# Ryska militärhögskolan för järnvägsteknik och militära kommunikationer
Ryska militärhögskolan för järnvägsteknik och militära kommunikationer, grundad 1918, utgör en fakultet vid det ryska militäruniversitetet för logistik i Sankt Petersburg, med uppgift att ge grundläggande officers- och specialistofficersutbildning (прапорщики) inom området järnvägsteknik och militära kommunikationer.

## Officersutbildning
Officersutbildningen avslutas med en civilingenjörsexamen inom något av följande ämnesområden:
- Automation, fjärrkontroll och kommunikation inom järnvägstransportområdet
- Konstruktion av broar och transporttunnlar
- Organisation och ledning av transporter
- Konstruktion av järnvägar, väg- och spåranläggningar
- Last-, bygg- och vägmaskiner

Källa:

## Specialistofficersutbildning
Specialistofficerutbildningen avslutas med en yrkeshögskoleexamen inom något av följa de ämnesområdet:
- Teknisk drift och materialhantering vid byggnationer, maskiner och utrustning (järnvägstransporter)
- Organisation och ledning av transporter
- Automation och fjärrtransporter (järnvägstransporter).
- Konstruktion och drift av tekniska anläggningar
- Byggande av järnvägar, vägar och spåranläggningar.

Källa: